# Influencia del Poder Naval en la Historia
Influencia del Poder Naval en la Historia (en inglés: The Influence of Sea Power upon History: 1660-1783) es una historia de la guerra naval publicada en 1890 por el oficial de marina e historiador estadounidense Alfred Thayer Mahan. Detalla el papel del poder marítimo durante los siglos XVII y XVIII, y analiza los diversos factores necesarios para apoyar y alcanzar el poder marítimo, haciendo hincapié en tener la flota más grande y poderosa. Los estudiosos lo consideran el libro más influyente en estrategia naval. Sus políticas fueron rápidamente adoptadas por la mayoría de las grandes armadas, lo que en última instancia condujo a la carrera armamentística naval de la Primera Guerra Mundial. También se cita como uno de los factores que contribuyeron a que Estados Unidos se convirtiera en una gran potencia.

## Sinopsis
Mahan formuló su concepto de poder marítimo mientras leía un libro de historia en Lima, Perú, después de haber observado las etapas finales de la Guerra del Pacífico, en la que Chile derrotó decisivamente a una alianza de Perú y Bolivia tras hacerse con la superioridad naval.
El libro fue publicado por Mahan cuando era presidente de la Naval War College de Estados Unidos, y fue la culminación de sus ideas sobre la guerra naval.
Mahan comenzó el libro con un examen de los factores que condujeron a la supremacía de los mares, especialmente cómo Gran Bretaña fue capaz de llegar a su casi dominio. Identificó características como la geografía, la población y el gobierno, y amplió la definición de potencia marítima como la que comprende una armada y una flota comercial fuertes. Mahan también promovió la creencia de que cualquier ejército sucumbiría ante un fuerte bloqueo naval.
A continuación, el libro describe una serie de guerras europeas y americanas y cómo se utilizó el poder naval en cada una de ellas.

## Tabla de contenidos
- Prefacio
- Introducción
- Capítulo I: Discusión de los elementos del poder marítimo.
- Capítulo II: Estado de Europa en 1660. Segunda Guerra Anglo-Holandesa, 1665-1667. Batallas navales de Lowestoft y de los Cuatro Días.
- Capítulo III: Guerra de Inglaterra y Francia en alianza contra las Provincias Unidas, 1672-1674. Finalmente, de Francia contra la Europa unida, 1674-1678. Batallas marítimas de Solebay, el Texel y Stromboli.
- Capítulo IV: Revolución Inglesa. Guerra de la Liga de Augsburgo, 1688-1697. Batallas navales de Beachy Head y La Hougue.
- Capítulo V: Guerra de Sucesión Española, 1702-1713. Batalla naval de Málaga.
- Capítulo VI: La Regencia en Francia. Alberoni en España. Políticas de Walpole y Fleuri. Guerra de Sucesión polaca. Comercio de contrabando inglés en la América española. Gran Bretaña declara la guerra a España, 1715-1739.
- Capítulo VII: Guerra entre Gran Bretaña y España, 1739. Guerra de Sucesión Austriaca, 1740. Francia se une a España contra Gran Bretaña, 1744. Batallas navales de Matthews, Anson y Hawke. Paz de Aix-La-Chapelle, 1748.
- Capítulo VIII: Guerra de los Siete Años, 1756-1763. Poder abrumador de Inglaterra y conquistas en los mares, en América del Norte, Europa y las Indias Orientales y Occidentales. Batallas navales: Byng frente a Menorca; Hawke y Conflans; Pocock y D'Ache en las Indias Orientales.
- Capítulo IX: Curso de los acontecimientos desde la Paz de París hasta 1778. Guerra marítima a consecuencia de la Revolución Americana. Batalla frente a Ushant.
- Capítulo X: Guerra marítima en Norteamérica y las Indias Occidentales, 1778-1781. Su influencia en el curso de la Revolución Americana. Acciones de la Flota frente a Granada, Dominica y la Bahía de Chesapeake.
- Capítulo XI: La Guerra Marítima en Europa, 1779-1782.
- Capítulo XII: Acontecimientos en las Indias Orientales, 1778-1781. Suffren zarpa de Brest rumbo a la India, 1781. Su brillante campaña naval en los mares de la India, 1782, 1783.
- Capítulo XIII: Acontecimientos en las Indias Occidentales tras la rendición de Yorktown. Encuentros de De Grasse con Hood. La Batalla Naval de los Santos. 1781-1782.
- Capítulo XIV: Discusión Crítica de la Guerra Marítima de 1778.

## Repercusión en el pensamiento naval

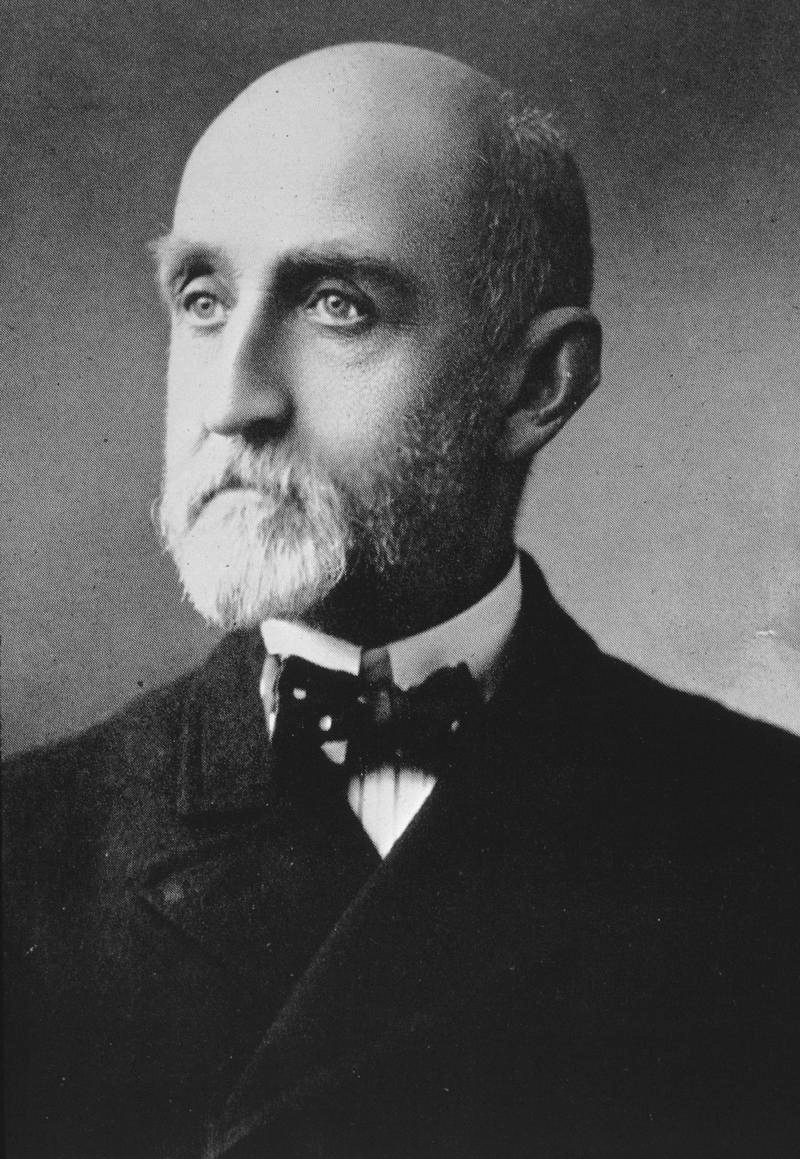
Contralmirante Alfred Thayer Mahan, estratega estadounidense y escritor de Influencia del Poder Naval en la Historia.

La actualidad contribuyó en gran medida a la amplia aceptación e influencia resultante de las opiniones de Mahan. Aunque su historia era relativamente escasa (se basaba en fuentes secundarias), su estilo vigoroso y su teoría clara lograron una amplia aceptación entre los navalistas de todo el mundo. El poder marítimo apoyaba el nuevo colonialismo que Europa y Japón estaban imponiendo en África y Asia. Dados los rapidísimos cambios tecnológicos que se estaban produciendo en la propulsión (del carbón al petróleo, de los motores alternativos a las turbinas de vapor), la artillería (con mejores directores de tiro y nuevos explosivos de gran potencia) y el blindaje (acero endurecido), la aparición de nuevas embarcaciones como destructores y submarinos, y el desarrollo de la radio, el énfasis de Mahan en el buque capital y el mando del mar llegó en un momento oportuno.
Daniel Immerwahr, en Cómo ocultar un imperio: Una historia del Gran Estados Unidos destaca que la mayor preocupación de Mahan es el comercio y cómo asegurar las rutas marítimas a través del complejo proceso de puertos, estaciones de aprovisionamiento, reabastecimiento de suministros y protección naval. "Mahan advirtió que la guerra podría cerrar los mares a Estados Unidos. Sus barcos serían entonces 'como pájaros terrestres, incapaces de volar lejos de sus propias costas'".

### SiglosXIX-XX

#### Gran Bretaña
Entre 1890 y 1915, Mahan y el almirante británico Jacky Fisher se enfrentaron al problema de cómo dominar las aguas interiores y los mares lejanos con fuerzas navales que no eran lo bastante fuertes para hacer ambas cosas. Mahan defendía un principio universal de concentración de buques potentes en aguas interiores y minimización de fuerzas en mares lejanos, mientras que Fisher le daba la vuelta a Mahan utilizando el cambio tecnológico para proponer submarinos para la defensa de las aguas interiores y cruceros de batalla móviles para la protección de los intereses imperiales lejanos.

#### Alemania
El estratega Ludwig Borckenhagen dio a conocer Mahan a la marina alemana en una serie de influyentes artículos. Posteriormente, su nombre se convirtió en una palabra familiar en la marina alemana, ya que el Kaiser Wilhelm II ordenó a sus oficiales que leyeran a Mahan, y el Almirante Alfred von Tirpitz (1849-1930) utilizó la reputación de Mahan para construir una poderosa flota de superficie.

#### Francia
Los franceses adoptaron al principio las teorías de Mahan. En 1914, la doctrina naval francesa estaba dominada por la teoría del poder marítimo de Mahan y, por tanto, orientada a ganar batallas decisivas y hacerse con el dominio de los mares. Pero el transcurso de la Primera Guerra Mundial cambió las ideas sobre el lugar de la marina, ya que la negativa de la flota alemana a participar en una batalla decisiva, la expedición a los Dardanelos de 1915, el desarrollo de la guerra submarina y la organización de convoyes mostraron el nuevo papel de la marina en operaciones combinadas con el ejército.
En 1918, la opinión pública francesa no comprendía del todo el papel de la marina en la victoria, pero de las lecciones de la guerra surgió una síntesis de viejas y nuevas ideas, especialmente por parte del almirante Raoul Castex (1878-1968), que de 1927 a 1935 sintetizó en sus cinco volúmenes Théories Stratégiques las escuelas clásica y materialista de la teoría naval. Invirtió la teoría de Mahan según la cual el dominio del mar precede a las comunicaciones marítimas y previó la ampliación del papel de los aviones y los submarinos en la guerra naval. Castex amplió la teoría estratégica para incluir factores no militares (política, geografía, coaliciones, opinión pública y limitaciones) y factores internos (economía de fuerzas, ataque y defensa, comunicaciones, planes operativos, moral y mando) para concebir una estrategia general que permitiera alcanzar la victoria final.

#### Estados Unidos

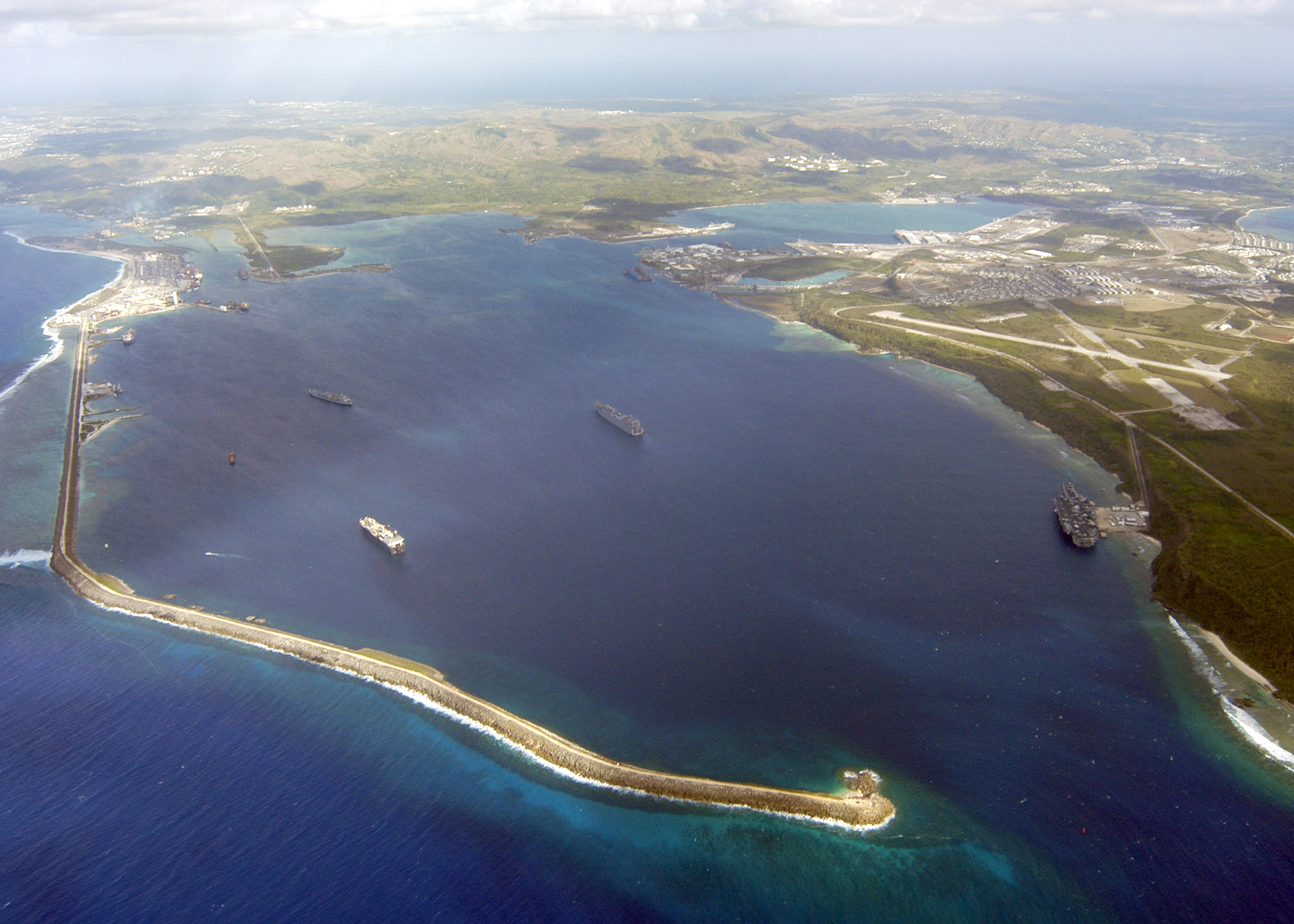
Vista aérea del puerto Apra de Guam y antiguas pistas de aterrizaje.

En la época en que Mahan escribió su obra, Estados Unidos dependía del guano como fertilizante y materia prima para la producción de pólvora. El monopolio peruano (y británico) sobre el guano en las islas sudamericanas empujó a Estados Unidos a buscar y asegurar islas alternativas que contribuyeran al objetivo de Mahan de crear "autopistas" marítimas entre tierras. Para agilizar este proceso, el Congreso estadounidense había aprobado previamente la Ley de Islas Guaneras de 1856, que permitía a los ciudadanos apropiarse de islas no reclamadas por Estados Unidos y posibilitar la extracción de este recurso. Esto se refleja en los territorios insulares históricos y actuales de Estados Unidos.
El expansionismo y el imperialismo estadounidense se vieron influidos por este libro, como escribió Theodore Roosevelt a Mahan: "durante los dos últimos días he dedicado la mitad de mi tiempo, ocupado como estoy, a leer su libro... Estaré muy equivocado si no se convierte en un clásico naval". Se nota la influencia de la lectura de este libro y el empuje de Roosevelt para iniciar el expansionismo con la Guerra hispano-estadounidense para asegurar recursos y "autopistas" navales para los barcos a través del Caribe y el Pacífico - influyendo más tarde en su capacidad para operar pistas de aterrizaje para la Primera y la Segunda Guerra Mundial en lugares como Guam.

### SigloXXI
Las teorías estratégicas de Mahan siguen siendo influyentes en el siglo XXI, especialmente en las nuevas potencias navales emergentes, India y China.
Aunque la influencia de Mahan sobre las potencias extranjeras ha sido ampliamente reconocida, sólo en las últimas décadas los estudiosos han llamado la atención sobre la importancia de su papel en el crecimiento de las posesiones norteamericanas en ultramar, el auge de la nueva armada estadounidense y la adopción de los principios estratégicos sobre los que operaba.

## Más lecturas
- Apt, Benjamin L. (1997). «Mahan's Forebears; The Debate over Maritime Strategy, 1868-1883». Naval War College Review (en inglés) 50 (3): 6. ISSN 0028-1484. Archivado desde el original el 17 de agosto de 2000.
- Shulman, Mark Russell (1991). «The Influence of Mahan Upon Sea Power».  En Hagan, Kenneth J., ed. Reviews in American History 19 (4): 522-527. ISSN 0048-7511. doi:10.2307/2703292.
- Shulman, Mark Russell (1995). Navalism and the emergence of American sea power, 1882-1893. Naval institute press. ISBN 978-1-55750-766-2. Consultado el 26 de marzo de 2024.